# Sergio González (labdarúgó)
Sergio González Soriano (L’Hospitalet de Llobregat, 1976. november 10. –) spanyol labdarúgó, 2015 és 2018 között a Katalán válogatott szövetségi kapitánya.

## Sikerei, díjai
Espanyol
- Copa del Rey: 1999–00

Deportivo
- Copa del Rey: 2001–02
- Supercopa de España: 2002
- Intertotó-kupa: 2008

## Játékos statisztikái
| Klub teljesítményei | Klub teljesítményei | Klub teljesítményei | League          | League | Kupa            | Kupa         | Ligakupa            | Ligakupa            | Nemzetközi      | Nemzetközi | Összesen        | Összesen |
| Szezon              | Klub                | Bajnokság           | Pályára lépések | Gólok  | Pályára lépések | Gólok        | Pályára lépések     | Gólok               | Pályára lépések | Gólok      | Pályára lépések | Gólok    |
| Spanyolország       | Spanyolország       | Spanyolország       | League          | League | Copa del Rey    | Copa del Rey | Supercopa de España | Supercopa de España | Európai         | Európai    | Összesen        | Összesen |
| ------------------- | ------------------- | ------------------- | --------------- | ------ | --------------- | ------------ | ------------------- | ------------------- | --------------- | ---------- | --------------- | -------- |
| 1994–95             | Hospitalet          | Segunda División B  | 11              | 2      | 0               | 0            | 0                   | 0                   | 0               | 0          | 11              | 2        |
| 1995–96             | Espanyol B          | Segunda División B  | 36              | 4      | 0               | 0            | 0                   | 0                   | 0               | 0          | 36              | 4        |
| 1996–97             | Espanyol B          | Segunda División B  | 34              | 2      | 0               | 0            | 0                   | 0                   | 0               | 0          | 34              | 2        |
| 1997–98             | Espanyol B          | Segunda División B  | 30              | 5      | 0               | 0            | 0                   | 0                   | 0               | 0          | 30              | 5        |
| 1997–98             | Espanyol            | La Liga             | 6               | 1      | 0               | 0            | 0                   | 0                   | 0               | 0          | 6               | 1        |
| 1998–99             | Espanyol            | La Liga             | 34              | 0      | 0               | 0            | 0                   | 0                   | 0               | 0          | 34              | 0        |
| 1999–00             | Espanyol            | La Liga             | 30              | 5      | 0               | 0            | 0                   | 0                   | 0               | 0          | 30              | 5        |
| 2000–01             | Espanyol            | La Liga             | 37              | 4      | 0               | 0            | 0                   | 0                   | 0               | 0          | 37              | 4        |
| 2001–02             | Deportivo           | La Liga             | 38              | 4      | 0               | 0            | 0                   | 0                   | 0               | 0          | 38              | 4        |
| 2002–03             | Deportivo           | La Liga             | 37              | 3      | 0               | 0            | 0                   | 0                   | 0               | 0          | 37              | 3        |
| 2003–04             | Deportivo           | La Liga             | 37              | 3      | 0               | 0            | 0                   | 0                   | 0               | 0          | 37              | 3        |
| 2004–05             | Deportivo           | La Liga             | 34              | 3      | 0               | 0            | 0                   | 0                   | 0               | 0          | 34              | 3        |
| 2005–06             | Deportivo           | La Liga             | 36              | 4      | 0               | 0            | 0                   | 0                   | 0               | 0          | 36              | 4        |
| 2006–07             | Deportivo           | La Liga             | 28              | 2      | 1               | 0            | 0                   | 0                   | 0               | 0          | 29              | 2        |
| 2007–08             | Deportivo           | La Liga             | 32              | 5      | 0               | 0            | 0                   | 0                   | 0               | 0          | 32              | 5        |
| 2008–09             | Deportivo           | La Liga             | 28              | 4      | 0               | 0            | 0                   | 0                   | 8               | 1          | 36              | 5        |
| 2009–10             | Deportivo           | La Liga             | 24              | 0      | 3               | 0            | 0                   | 0                   | 0               | 0          | 27              | 0        |
| 2010–11             | Levante             | La Liga             | 14              | 2      | 2               | 1            | 0                   | 0                   | 0               | 0          | 16              | 3        |
| Összesen            | Spanyolország       | Spanyolország       | 526             | 53     | 6               | 0            | 0                   | 0                   | 8               | 1          | 540             | 55       |
| Teljes karrier      | Teljes karrier      | Teljes karrier      | 526             | 53     | 6               | 1            | 0                   | 0                   | 8               | 1          | 540             | 55       |

### A spanyol válogatottban
| Spanyolország | Spanyolország   | Spanyolország |
| Év            | Pályára lépések | Gólok         |
| ------------- | --------------- | ------------- |
| 2001          | 3               | 0             |
| 2002          | 4               | 0             |
| 2003          | 3               | 0             |
| 2004          | 0               | 0             |
| 2005          | 1               | 0             |
| összesen      | 11              | 0             |

### A katalán válogatottban
| Katalónia | Katalónia       | Katalónia |
| Év        | Pályára lépések | Gólok     |
| --------- | --------------- | --------- |
| 1999      | 1               | 0         |
| 2000      | 1               | 0         |
| 2001      | 1               | 0         |
| 2002      | 1               | 0         |
| 2003      | 1               | 0         |
| 2004      | 2               | 0         |
| 2005      | 1               | 0         |
| 2006      | 1               | 0         |
| 2007      | 1               | 0         |
| 2008      | 2               | 0         |
| 2009      | 1               | 1         |
| 2010      | 1               | 0         |
| 2011      | 0               | 0         |
| 2012      | 0               | 0         |
| 2013      | 1               | 1         |
| összesen  | 15              | 2         |

### Góljai a spanyol válogatottban
| # | Dátum              | Helyszín                                   | Ellenfél  | Gól | Eredmény | Verseny             |
| - | ------------------ | ------------------------------------------ | --------- | --- | -------- | ------------------- |
| 1 | 2009. december 22. | Camp Nou, Barcelona, Spanyolország         | Argentína | 3–1 | 4–2      | Barátságos mérkőzés |
| 2 | 2013. január 2.    | Cornellà-El Prat, Barcelona, Spanyolország | Nigéria   | 1–0 | 1–1      | Barátságos mérkőzés |

## Edzői statisztika
2024. január 20-án lett frissítve.
| Csapat     | Nemzet   | –tól              | –ig                | Eredményességi mutató | Eredményességi mutató | Eredményességi mutató | Eredményességi mutató | Eredményességi mutató | Eredményességi mutató | Eredményességi mutató | Eredményességi mutató | Eredményességi mutató |
| M          | Gy       | D                 | V                  | RG                    | KG                    | Győz. %               | Jegy.                 |                       |                       |                       |                       |                       |
| ---------- | -------- | ----------------- | ------------------ | --------------------- | --------------------- | --------------------- | --------------------- | --------------------- | --------------------- | --------------------- | --------------------- | --------------------- |
| Espanyol B | ESP      | 2014. január 22.  | 2014. május 17.    | 17                    | 9                     | 6                     | 2                     | 26                    | 18                    | 52,94                 | [ 1 ]                 |                       |
| Espanyol   | ESP      | 2014. május 17    | 2015. december 14. | 62                    | 22                    | 14                    | 26                    | 73                    | 85                    | 35,48                 | [ 2 ]                 |                       |
| Valladolid | ESP      | 2018. április 10. | 2021. május 23.    | 137                   | 38                    | 46                    | 53                    | 147                   | 177                   | 27,74                 | [ 3 ]                 |                       |
| Cádiz      | ESP      | 2022. január 11.  | 2024. január 20.   | 82                    | 19                    | 29                    | 34                    | 73                    | 110                   | 23,17                 | [ 4 ]                 |                       |
| összesen   | összesen | összesen          | összesen           | 298                   | 88                    | 95                    | 115                   | 319                   | 390                   | 29,53                 | —                     |                       |